# Flugplatz Riesa-Göhlis

i7
i11
i13
Der Flugplatz Riesa-Göhlis (IATA-Code: IES, ICAO-Code: EDAU) ist ein etwa zwei Kilometer östlich des Stadtzentrums von Riesa in Sachsen gelegener Verkehrslandeplatz. Er verfügt über eine 1000 m lange Asphaltbahn und eine 600 m lange Grasbahn. Beide Bahnen haben eine Ausrichtung von 300°/120° und liegen direkt hintereinander.
Der Flugplatz ist für Hubschrauber, Ultraleichtflugzeuge, Ballone und Flugzeuge bis zu einem zulässigen Höchstgewicht von 5700 kg ausgelegt. Flugzeuge mit einem zulässigen Höchstgewicht von mehr als 5700 kg benötigen eine Sondergenehmigung des Luftverkehrsamtes Sachsen. Außerdem ist Fallschirmspringen am Flugplatz möglich.
Eine Besonderheit des Flugplatzes ist, dass zwischen dem Flugplatzgelände und den Start- und Landebahnen eine öffentliche Straße (Leutewitzer Straße) liegt. Flugzeuge müssen diese stets an einer automatischen Ampelkreuzung queren.
Direkt auf dem Flugplatzgelände befindet sich u. a. ein Restaurant, der ansässige Fliegerklub Riesa e. V. sowie die Flugschule des UL-Flugzentrums Riesa.

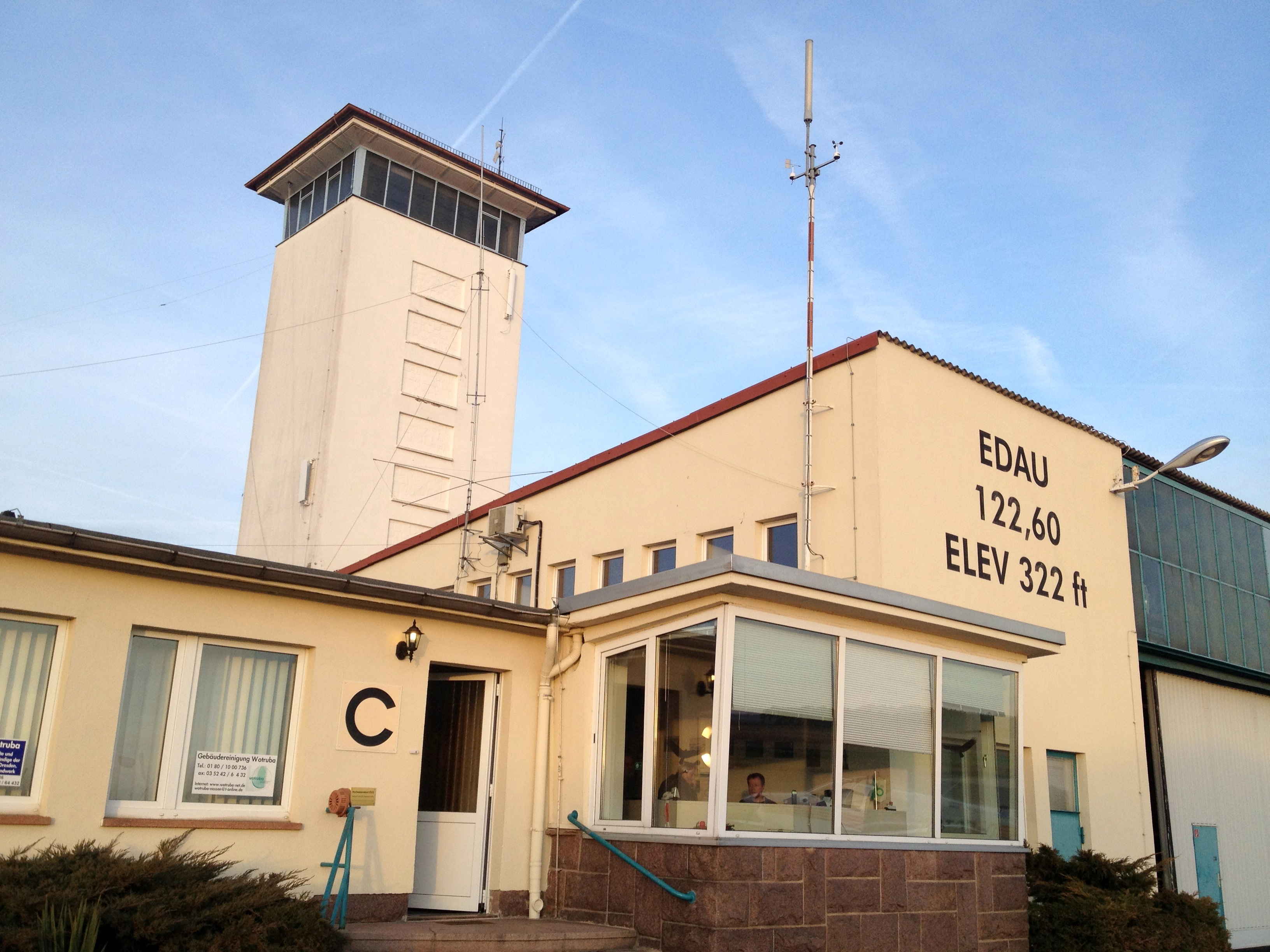
Turm des Flugplatzes Riesa-Göhlis
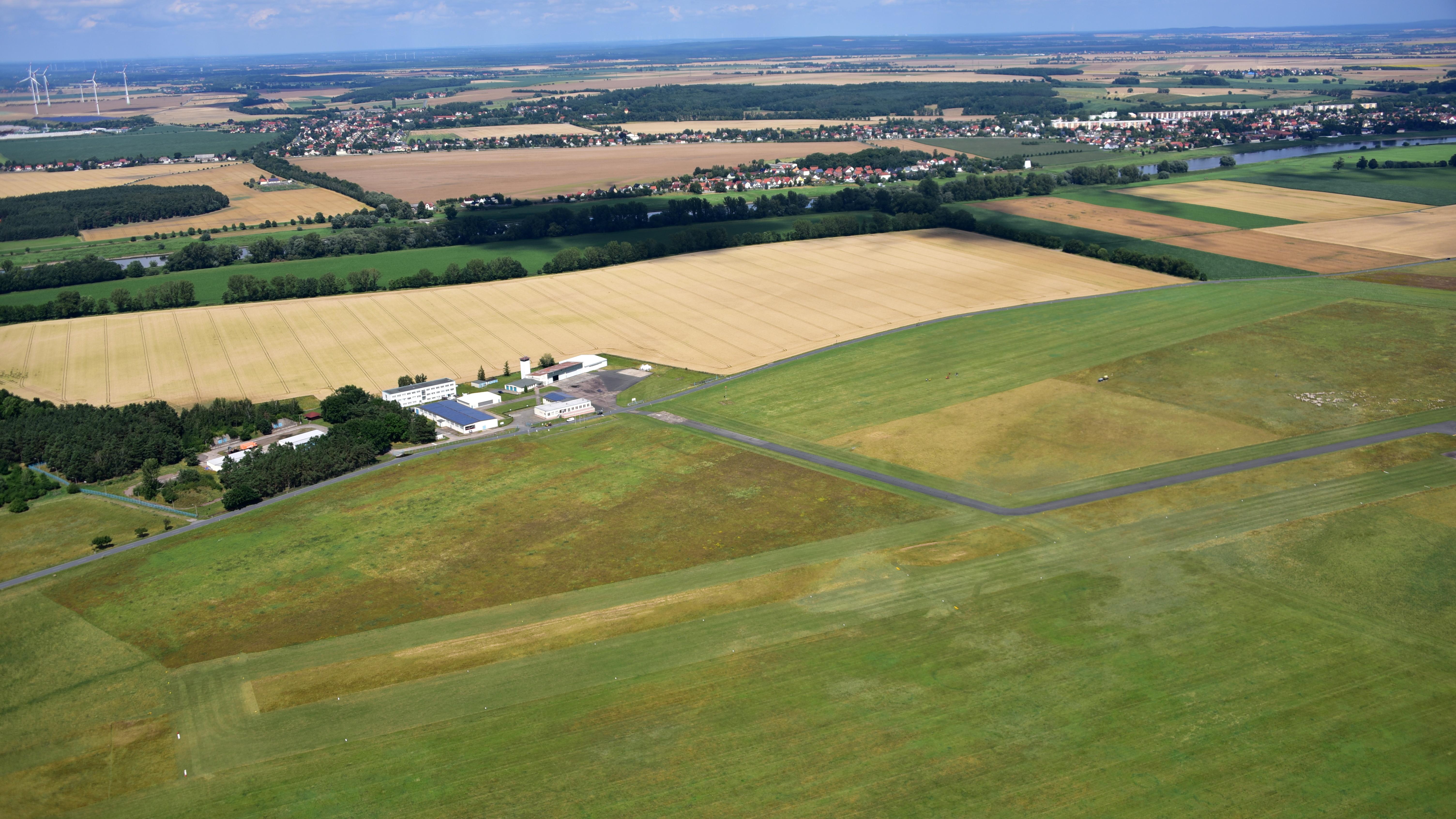
Turm, Hangars und Vorfeld